# Skazka pro temnotu
Skazka pro temnotu (russisk: Сказка про темноту) er en russisk spillefilm fra 2009 af Nikolaj Khomeriki.

## Medvirkende
- Alisa Khazanova som Angelina
- Jurij Safarov som Bagrat
- Boris Kamorzin som Dimytj